# Alessandro Crivelli
Alessandro Crivelli (ur. w Mediolanie, zm. 22 grudnia 1574 w Rzymie) – włoski kardynał.

## Życiorys
Urodził się na początku XVI wieku (1508/1511/1514) w Mediolanie, jako syn Antonia Crivelliego i Costanzy Landriani. W młodości wstąpił do wojska i dosłużył się stopnia pułkownika w armii cesarskiej. Poślubił Margheritę de Scarampi, z którą miał trzech synów: Antonia, Girolama i Luigiego. Po śmierci żony w 1561 roku, wstąpił do stanu duchownego i przyjął święcenia kapłańskie. 10 marca 1561 roku został wybrany biskupem Cariati i Cerenzii. W tym samym roku został nuncjuszem w Hiszpanii. 12 marca 1565 roku został kreowany kardynałem diakonem i otrzymał diakonię San Giovanni a Porta Latina. Trzy lata później zrezygnował z zarządzania diecezją. Został podniesiony do rangi kardynała prezbitera, kiedy to jego diakonia została przywrócona do statusu kościoła tytularnego, na zasadzie pro hac vice. Zmarł 22 grudnia 1574 roku w Rzymie.